# Microperoryctes longicauda
Microperoryctes longicauda är en pungdjursart som först beskrevs av Wilhelm Peters och Giacomo Doria 1876. Microperoryctes longicauda ingår i släktet muspunggrävlingar och familjen punggrävlingar. IUCN kategoriserar arten globalt som livskraftig.
Artepitetet i det vetenskapliga namnet är sammansatt av de latinska orden longus (lång) och cauda (svans).
Pungdjuret förekommer på Nya Guinea. Arten vistas i 1 000 till 3 900 meter höga bergstrakter. Regionen är täckt av tropisk regnskog och bergens toppar av ängar. Honor föder upp till fyra ungar per kull.
Arten når en kroppslängd mellan 24 och 30 cm (utan svans) och en vikt upp till 670 g. Svanslängden är 14 till 26cm. Pälsens grundfärg är rödbrun till ljusbrun och några individer har svarta punkter på ovansidan. Dessutom kan det finnas en mörk längsgående linje på ryggens topp, ett par svarta strimmor på stjärten och svarta streck vid ögonen. Undersidans grundfärg är allmänt ljusare.
Microperoryctes longicauda äter rämst växtdelar.

## Underarter
Arten delas in i följande underarter:
- M. l. dorsalis
- M. l. longicauda
- M. l. ornatus